# Chrysodeixis plesiostes
Chrysodeixis plesiostes là một loài bướm đêm trong họ Noctuidae.